# Bee Cave (Teksas)
Bee Cave je grad u američkoj saveznoj državi Teksas. Prema popisu stanovništva iz 2010. u njemu je živjelo 3.925 stanovnika.